# Handroanthus serratifolius
Handroanthus serratifolius là một loài thực vật có hoa trong họ Chùm ớt. Loài này được (Vahl) S.O.Grose mô tả khoa học đầu tiên năm 2007.